# Ikast Kirke
Ikast Kirke er en kirke i Ikast Sogn, Viborg Stift. Sognet hører til Ikast-Brande Kommune i Region Midtjylland. Indtil kommunalreformen i 2007 hørte det til Ikast Kommune i Ringkøbing Amt. Indtil kommunalreformen i 1970 hørte det til Hammerum Herred i Ringkøbing Amt.

## Middelalderkirken
Den gamle kirke fra middelalderen brændte 4. december 1904. Under nedbrydning af ruinerne blev der under alteret fundet en såkaldt Ribe-mønt fra omkring 1235, hvilket giver et fingerpeg om kirkens alder. Kirken bestod oprindeligt af kor og kirkeskib, opført i tilhugne granitkvadre. Tårn og våbenhus er en senere tilbygning fra ca. 1460.
Samme år som kirken brændte, beskrives den således: "Kirken, paa en Bakke, bestaar af Skib og Kor, Taarn mod V. og Vaabenhus mod N. Skib og Kor, fladt Loft, ere fra romansk Tid (med Spor af Overgangsstil) af Granitkvadre paa Sokkel med Skraakant. Murene ere senere omsatte; Korets Spidsgavl er 1856 ommuret med Mursten. Norddøren og flere Vinduer ere bevarede. Paa to Sten er der indhugget Indskrift om de kejserliges, Svenskernes og Østerrigernes Besøg 1627, 1644 og 1864. I den senere Middelalder tilføjedes Taarnet, hvis hvælv. Underrum har Spidsbue ind til Skibet, af Granitkvadre og Munkesten. Vaabenhuset er 1883 skalmuret med røde Mursten. Anselig Altertavle i Barokstil med et Maleri fra 1871 (Christus) af Lyders. Bægerformet Granitdøbefont. Prædikestol i senere Renæssancestil. I Skibets Vestende et Pulpitur med Orgel. Klokken, med Indskrift i Minuskler, er fra 15. Aarh."

## Den nuværende Ikast Kirke
Den nye kirke blev opført i 1907, og Ikast havde mangedoblet sit befolkningstal, da menighedsrådet i 1966 påbegyndte en restaurering og udvidelse af kirken. To sideskibe blev bygget til det gamle hovedskib, og der blev opstillet et nyt marmoralterbord, så alteret nu kan ses af alle i kirken. Kirken fik ny prædikestol og nyt orgel. Kirken blev genindviet 26. maj 1968. I 2005 tog man fire nye tilbygninger i brug. De rummede kontor og arbejdsrum til kirketjeneren, kontor til præsterne, våbenhus med handicaptoilet og et alrum, som bl.a. bruges til kirkekaffe og bibelfortælling for børnene under prædikenen. Kirken har et klokkespil, der på hverdage spiller 4 gange om dagen. De første 17 klokker blev taget i brug i 1971, og i 1977 blev klokkespillet udvidet med yderligere 8 klokker.

### "Riv dette tempel ned"
Som en port mellem bymidten og kirken står Bjørn Nørgaards skulptur Riv dette tempel ned. Den blev afsløret af biskop Karsten Nissen 18. november 2012. Bjørn Nørgaard havde hentet navnet fra Johannesevangeliet, hvor Jesus siger "Riv dette tempel ned, og jeg vil rejse det igen på tre dage", hvorefter han erklærer at han er det nye tempel.

## Ikast Østre Kirke
Ikast Østre Kirke blev indviet 24. juni 1975. Man valgte i starten at kalde det "Østre Kapel" fordi man var bange for, at man ved at kalde stedet "kirke" ville forhindre et nyt kirkebyggeri, som senere kom til med Fonnesbæk Kirke i sydbyen. Men trods betegnelsen ”kapel” var det fuldt udstyret med døbefont, alter, alterskranke og prædikestol, og det er hele tiden blevet brugt som kirke.
Fonnesbæk Kirke blev indviet 20. november 1994, og samtidig blev Fonnesbæk Sogn udskilt af Ikast Sogn. I 2006 fandt Ikast menighedsråd tiden inde til at Østre Kapel fik navn af kirke, og man valgte navnet Ikast Østre Kirke. Den har ikke sit eget sogn, men hører ligesom Ikast Kirke til Ikast Sogn og Ikast-Faurholt Pastorat.